# Ike Opara
 Ike Opara  (Durham, Carolina del Norte, Estados Unidos; 21 de febrero de 1989) es un futbolista estadounidense. Juega como defensa y su equipo actual es el Minnesota United FC de la Major League Soccer de Estados Unidos.

## Trayectoria

### Carrera Universitaria
Opara jugó al fútbol universitario en la Universidad de Wake Forest entre los años 2007 y 2009, donde obtuvo 65 apariciones, anotó 9 goles y entregó 3 asistencias. Fue miembro del equipo campeón de la College Cup de Wake Forest en 2007. Fue nombrado Jugador Defensivo del Año de la ACC en 2008 y 2009.
Mientras iba a la universidad, también jugó para el Cary Clarets de la USL Premier Development League.

### San Jose Earthquakes
Opara fue seleccionado en la primera ronda (3.o en la general) del MLS SuperDraft 2010 por los San Jose Earthquakes. Debutó como profesional el 27 de marzo de 2010, en el partido inaugural de la temporada de los Earthquakes contra Real Salt Lake. Anotó su primer gol el 10 de abril de 2010, dándole la victoria a su equipo sobre el Chicago Fire.

## Selección nacional
Opara fue miembro de la selección sub-20 de los Estados Unidos, llegando a jugar 7 partidos en total. El 19 de febrero de 2012 fue llamado por el entrenador de la selección estadounidense sub-23, Caleb Porter, al campamento del mes febrero con miras al torneo preolímpico de la CONCACAF. Debutó y fue el capitán de la selección sub-23 en la victoria 2-0 en el amistoso contra la selección sub-23 de México el 29 de febrero de 2012. El 12 de marzo de 2012, Opara fue llamado al grupo preliminar de 19 jugadores que conformaría el equipo que enfrentaría las eliminatorias de la CONCACAF para los Juegos Olímpicos en Londres.

## Clubes
| Club                 | País           | Año       |
| -------------------- | -------------- | --------- |
| San Jose Earthquakes | Estados Unidos | 2010-2012 |
| Sporting Kansas City | Estados Unidos | 2013-2019 |
| Minnesota United FC  | Estados Unidos | 2019-     |

## Palmarés

### Campeonatos nacionales
| Título                 | Club                 | País           | Año  |
| ---------------------- | -------------------- | -------------- | ---- |
| MLS Supporters' Shield | San Jose Earthquakes | Estados Unidos | 2012 |